# Wierchnij Budym
Wierchnij Budym (ros. Верхний Будым) – osiedle w Rosji, w Kraju Permskim, w rejonie gajńskim. W 2010 liczyło 257 mieszkańców.